# Kenichi Sonei
Kenichi Sonei (Japans: 曽根 健一, Sone Ken'ichi) (Yura, c. 1909 – Nederlands-Indië, 7 december 1946) was een Japanse kapitein tijdens de Tweede Wereldoorlog. Van september 1942 tot en met februari 1944 was hij kampcommandant van het Japanse krijgsgevangenenkamp 10e Bataljon. Van april 1944 tot en met juni 1945 was hij commandant van burgerkamp Tjideng, een Japans interneringskamp voor vrouwen en kinderen in het toenmalige Batavia (Nederlands-Indië).
Sonei mishandelde geïnterneerden systematisch en was bijgenaamd "de beul van Tjideng." Er werd gezegd dat hij maanziek was omdat gewelddadigheden vaak plaats vonden bij volle maan. Sonei liet kampgevangenen, inclusief zieken, elke dag aantreden en langdurig in de volle zon staan. Hij rantsoeneerde het voedsel, sloeg vrouwen en schoor vrouwen kaal. In het zicht van ondervoede gevangenen serveerde hij zijn honden door zijn kok gebakken spiegeleieren met vlees.
Na de oorlog werd Sonei gearresteerd, en op 2 september 1946 door een Temporaire Krijgsraad ter dood veroordeeld. Het vonnis werd op 7 december door een Nederlands vuurpeloton ten uitvoer gebracht, nadat een verzoek tot gratie aan de Nederlandse gouverneur-generaal Hubertus van Mook was afgewezen. Van Mook's echtgenote was een van Sonei's gevangenen in Tjideng geweest.
Een citaat uit het vonnis:

"[Dat hij] in het concentratiekamp voor burgervrouwen en -kinderen in Tjideng oorlogsmisdaden heeft gepleegd en oorlogsmisdaden heeft laten plegen, in strijd met het internationaal oorlogsrecht, hen heeft onderworpen aan een slechte behandeling en een systematisch terreurbewind, herhaaldelijke en onnodige mishandeling, op een manier die de grenzen van de normale uitoefening van discipline ver overschreed, hen urenlang, zelfs 's nachts, op appèl heeft laten staan en hen onvoldoende rust, voedsel, medicijnen en verpleegkundige zorg te geven, en bovendien vrouwen en kinderen buitensporig zware arbeid heeft laten verrichten, die door en op aandringen van hem, beklaagde, terreur en/of mishandeling heeft uitgeoefend en de dood heeft veroorzaakt van veel gevangenen en geïnterneerden, en lichamelijk en geestelijk lijden heeft veroorzaakt bij deze personen."